# Vidrasău, Mureș

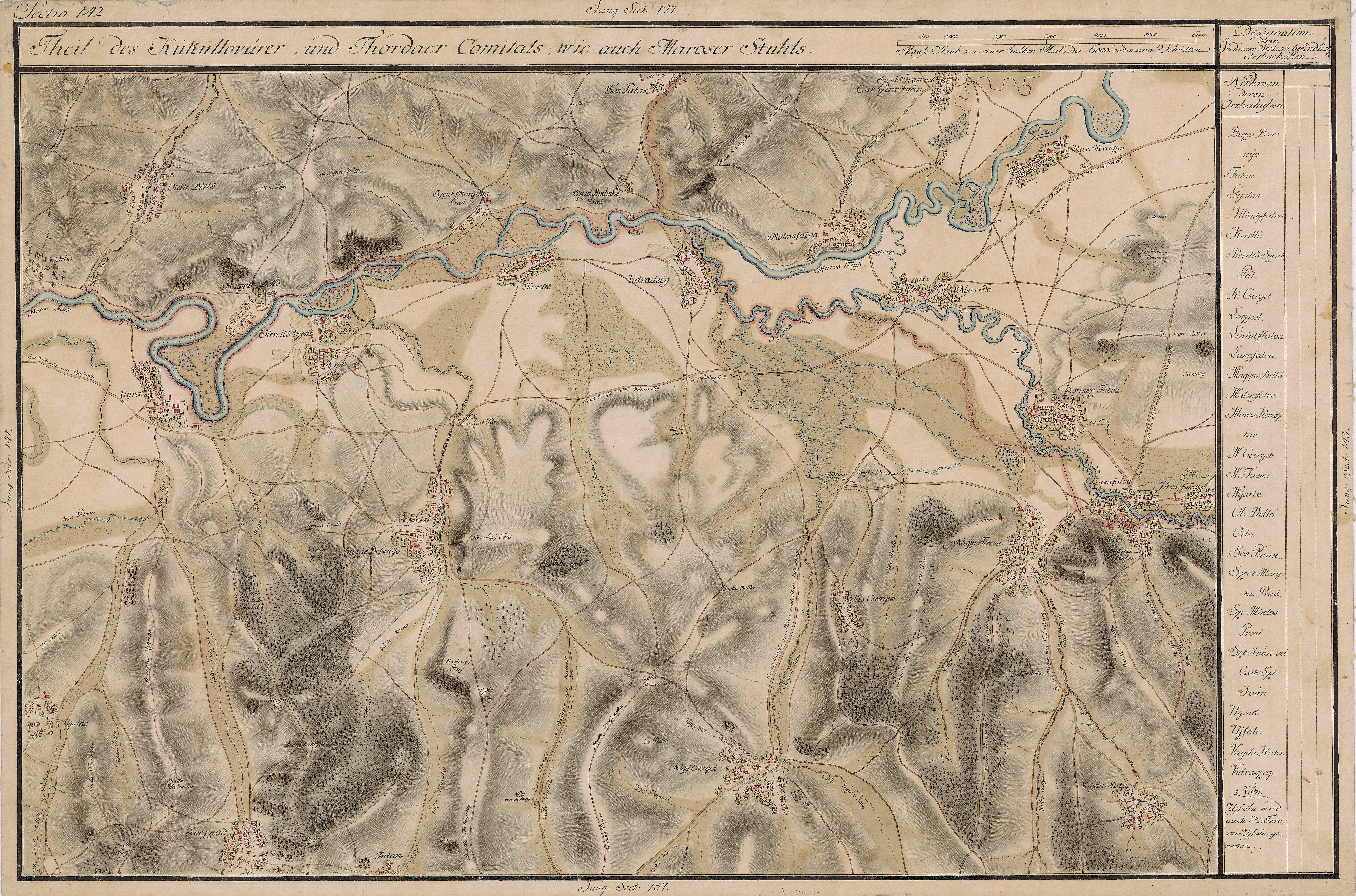
Vidrasău pe Harta Iozefină

Vidrasău (în maghiară Vidrátszeg) este o localitate componentă a orașului Ungheni din județul Mureș, Transilvania, România.

## Istoric
Pe teritoriul localității s-a descoperit o așezare din secolul VI din epoca migrațiilor de cultură neprecizată.
Între anii 1489 și 1594 există 8 documente în arhiva medievală a româniei care atestă localitatea, având ca obiect diferite cereri, donații și înștiințări, numele localității fiind notat în diferite feluri: Wydrayzeg, Vidratzeg sau Vidraczeg.
Pe Harta Iosefină a Transilvaniei din 1769-1773 (Sectio 142), localitatea a apărut sub numele de „Vidrádség”.